# Motschulskyia serrata
Motschulskyia serrata är en insektsart som först beskrevs av Matsumura 1931.  Motschulskyia serrata ingår i släktet Motschulskyia och familjen dvärgstritar. Inga underarter finns listade i Catalogue of Life.